# Rodrigo Rey (calciatore 2004)
Jonathan Rodrigo Rey Jorge (Montevideo, 18 ottobre 2004) è un calciatore uruguaiano, attaccante dell'Oriental in prestito dal Racing Montevideo.

## Caratteristiche tecniche
Ricopre il ruolo di centravanti.

## Carriera

### Club
Rey è cresciuto nel settore giovanile del Racing Montevideo, con cui ha debuttato in prima squadra il 7 agosto 2021 nell'incontro di Segunda División vinto 2-0 contro il Villa Teresa. L'11 febbraio 2023 ha segnato il suo primo gol in carriera fissando il punteggio sul definitivo 1-1 contro il Dep. Maldonado.
L'11 agosto 2023 è stato ceduto in prestito per sei mesi al Cerrito. Rientrato al Racing, il 28 febbraio è partito nuovamente in prestito, al La Luz.

### Nazionale
Ha giocato nella nazionale uruguaiana Under-20.

## Statistiche

### Presenze e reti nei club
Statistiche aggiornate al 25 maggio 2024.
| Stagione        | Squadra           | Campionato      | Campionato | Campionato | Coppe nazionali | Coppe nazionali | Coppe nazionali | Coppe continentali | Coppe continentali | Coppe continentali | Altre coppe | Altre coppe | Altre coppe | Totale | Totale | Totale |
| Stagione        | Squadra           | Comp            | Pres       | Reti       | Comp            | Pres            | Reti            | Comp               | Pres               | Reti               | Comp        | Pres        | Reti        | Pres   | Reti   |        |
| --------------- | ----------------- | --------------- | ---------- | ---------- | --------------- | --------------- | --------------- | ------------------ | ------------------ | ------------------ | ----------- | ----------- | ----------- | ------ | ------ | ------ |
| 2021            | Racing Montevideo | SD              | 4          | 0          | CU              | 0               | 0               |                    | -                  | -                  |             | -           | -           | 4      | 0      |        |
| 2022            | Racing Montevideo | SD              | 13         | 0          | CU              | 3               | 0               |                    | -                  | -                  |             | -           | -           | 16     | 0      |        |
| 2023            | Racing Montevideo | PD              | 19         | 2          | CU              | 0               | 0               |                    | -                  | -                  |             | -           | -           | 19     | 2      |        |
| 2023            | Cerrito           | SD              | 13         | 3          | CU              | 2               | 1               |                    | -                  | -                  |             | -           | -           | 15     | 4      |        |
| 2024            | La Luz            | SD              | 17         | 5          | CU              | 0               | 0               |                    | -                  | -                  |             | -           | -           | 17     | 5      |        |
| Totale carriera | Totale carriera   | Totale carriera | 66         | 10         |                 | 5               | 1               |                    | -                  | -                  |             | -           | -           | 71     | 11     |        |

## Palmarès

### Club

#### Competizioni nazionali
- Segunda División Profesional de Uruguay: 1

Racing Montevideo: 2022